# Samuel Carmona
Samuel Carmona est un boxeur espagnol né le 28 mai 1996.

## Carrière
Sa carrière amateur est principalement marquée par une médaille de bronze remportée aux championnats d'Europe 2017 dans la catégorie des poids mi-mouches.

## Palmarès

### Championnats d'Europe
- Médaille de bronze en -49 kg en 2017 à Kharkiv, Ukraine